# Brugshund
En brugshund er en hund, der er avlet og/eller trænet med henblik på at udføre specifikke arbejdsopgaver til erhvervs- og/eller civilbrug.
I tusinder af år har hundens veludviklede færdigheder været anvendt til at bevogte og beskytte husdyr, til at følge en fært og vogte, angribe eller sende beskeder i krigstid. I dag kendes brugshundens også som sporhund eller redningshund efter for eksempel jordskælv og i deres arbejde med handicappede mennesker som deres øre, øjne og bevægeapparat. Desuden trænes brugshunde for eksempel at snuse sig frem til svampeangreb i huse. Uanset hvilket område der er tale om udnyttes hundens medfødte egenskaber, der kan adskillige sig afhængig af opgave.
Som tjenestehunde anvendes brugshundene inden for politiet, militæret, beredskabsstyrelsen og toldvæsenet.